# Chloealtis abdominalis
Chloealtis abdominalis es una especie de saltamontes de la subfamilia Gomphocerinae, familia Acrididae. Se distribuye en Estados Unidos.